# Українсько-бурундійські відносини
Українсько-бурундійські відносини — відносини між Україною та Республікою Бурунді.
Бурунді визнала незалежність України 6 січня 1992 року. Країни встановили дипломатичні відносини 22 лютого 1993 року.
Інтереси громадян України в Республіці Бурунді захищає Посольство України в Кенії.

## Торгівля
У 2021 р. обсяг торгівлі товарами та послугами між країнами становив 1,883 млн дол. США.
Експорт товарів склав 1,623 млн дол. США, імпорт – 251 тис. дол. США. Позитивне для України сальдо – 1,372 млн дол. США.
Основні статті українського експорту: чорні метали (89,2%), каучук, гума (5,6%), жири та олії тваринного або рослинного походження (5,0%).
Основні статті імпорту із Бурунді: кава та чай (100%).
За 2021 р. єдиною статтею експорту послуг до Бурунді були послуги, пов’язані з подорожами на суму 9 тис. дол. США (100% загального експорту). Імпорт послуг не здійснювався.